# Étréchy (Cher)
Étréchy é uma comuna francesa na região administrativa do Centro, no departamento Cher. Estende-se por uma área de 32,36 km². Em 2010 a comuna tinha 453 habitantes (densidade: 14 hab./km²).